# Guy Oseary

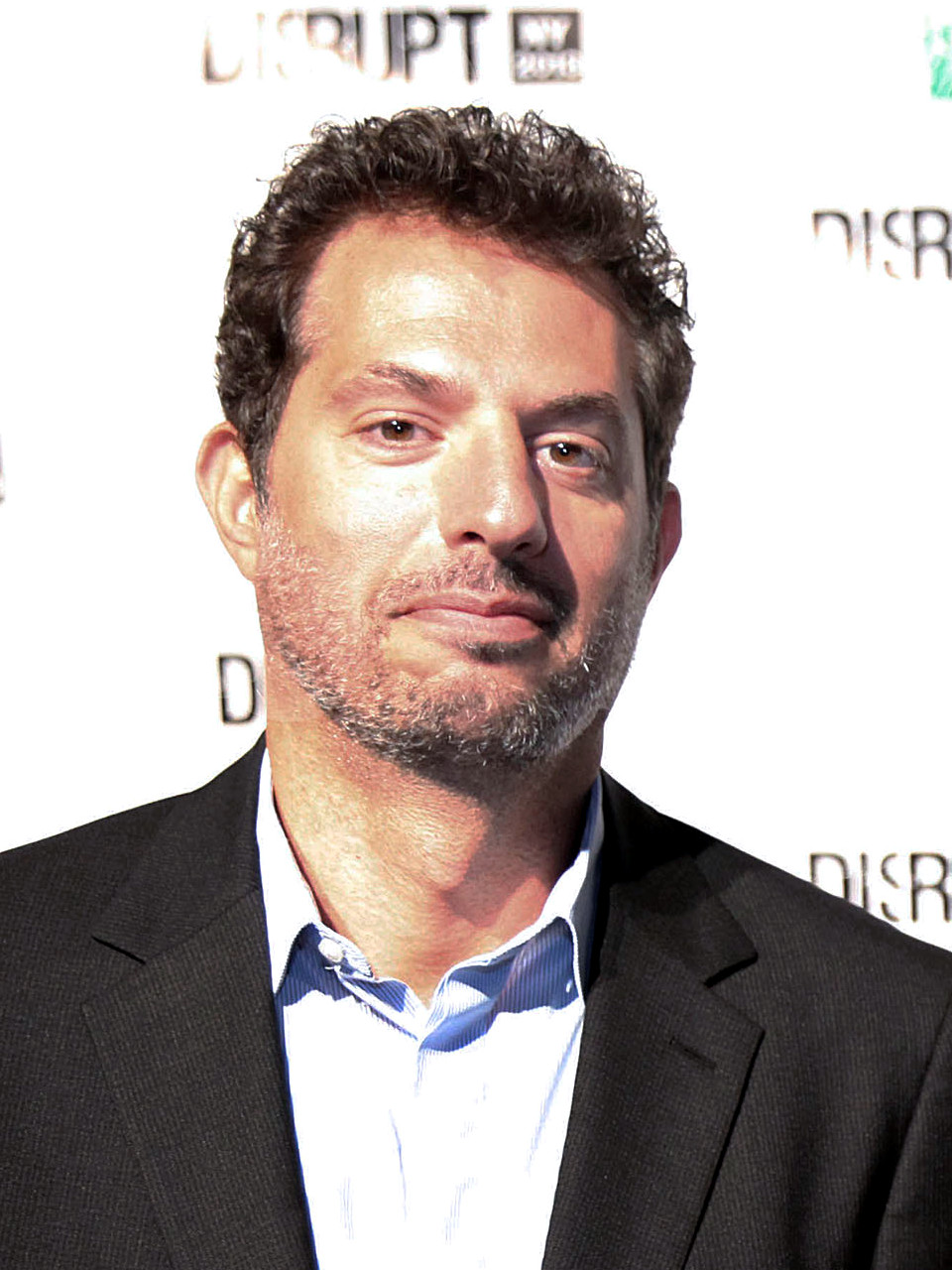
Guy Oseary, 2013

Guy Harley Oseary (hebräisch: גיא עוזרי; geboren am 3. Oktober 1972 in Jerusalem) ist ein israelisch-amerikanischer Talentmanager, Schriftsteller und Unternehmer. Zu seinen Kunden gehören Madonna und U2.

## Leben
Guy Oseary wurde am 3. Oktober 1972 in Jerusalem als Sohn einer jüdischen Familie geboren. Er wuchs in Kalifornien auf und besuchte die Beverly Hills High School. Er ist seit 2006 mit dem brasilianischen Model Michelle Alves zusammen und heiratete sie am 24. Oktober 2017. Sie haben vier gemeinsame Kinder.

### Produzent
Im Alter von 19 Jahren kam Oseary als A&R-Manager zu Maverick Records und stieg dort bis zum Vorsitzenden auf. Er entwickelte eine Reihe von Künstlern, darunter The Prodigy, Alanis Morissette, Deftones, The Wreckers, Paul Oakenfold, Michelle Branch, Summercamp und Soundtracks zu Filmreihen wie Austin Powers, The Matrix und Kill Bill. Unter der Leitung von Oseary verkaufte Maverick weltweit über 100 Millionen Alben und sicherte sich seinen Platz als eines der führenden Boutique-Labels der Branche.
Als Teil von Maverick Films war Oseary ausführender Produzent von Rob Zombies ersten beiden Spielfilmen: Haus der 1000 Leichen und The Devil’s Rejects; sowie von vier Filmen der Twilight Saga: Twilight – Biss zum Morgengrauen, New Moon – Biss zur Mittagsstunde, Eclipse – Biss zum Abendrot und Breaking Dawn – Biss zum Ende der Nacht, Teil 1. Außerdem war er als ausführender Produzent bei NBCs Last Call with Carson Daly und New Year's Eve with Carson Daly tätig.

### Schriftsteller
Oseary hat vier Bücher verfasst, darunter ein Buch über jüdische Einflüsse in der Musikindustrie mit dem Titel Jews Who Rock. Sein zweites Buch, On the Record, ist eine Sammlung von Berichten aus erster Hand über den Einstieg in die Musikindustrie von vielen der erfolgreichsten Künstler, Produzenten und Führungskräfte. Er hat auch zwei Bildbände mit seinen eigenen Fotografien von Madonnas Tourneen 2006 und 2008/09 mit den Titeln Madonna: Confessions und Madonna: Sticky & Sweet herausgegeben.

### Unternehmer
Oseary ist zusammen mit Ashton Kutcher und Ronald Burkle Mitbegründer von A-Grade Investments, einer Risikokapitalgesellschaft, die bereits zahlreiche Investitionen in Unternehmen wie Airbnb, Foursquare, Shazam, SoundCloud, Spotify und Uber getätigt hat.